# Gianluca Scarpa
Gianluca Scarpa (Roma, 21 maggio 1991) è un montatore italiano.

## Biografia
Ha curato il montaggio di film come Un giorno all'improvviso (selezionato alla 75ª Mostra Internazionale d'arte cinematografica di Venezia nella sezione Orizzonti), I predatori, selezionato alla 77ª Mostra Internazionale d'arte cinematografica di Venezia nella sezione Orizzonti) vincitore Premio Orizzonti per la miglior sceneggiatura. Ovunque proteggimi (selezionato alla 36ª edizione del Torino Film Festival), Era d'estate (presente alla Festa del Cinema di Roma 2015).
Nel 2020 cura il montaggio della fiction Mediaset Inchiostro contro piombo con Claudio Santamaria. Nello stesso anno ha montato Inverno di Giulio Mastromauro vincitore del David di Donatello 2020 come miglior cortometraggio.
È collaboratore abituale di registi quali Ciro D'Emilio e Pietro Castellitto.

## Filmografia

### Cinema
- Era d'estate, regia di Fiorella Infascelli (2016)
- Un giorno all'improvviso, regia di Ciro D'Emilio (2018)
- Ovunque proteggimi, regia di Bonifacio Angius (2018)
- Butterfly, regia di Alessandro Cassigoli e Casey Kauffman
- I predatori, regia di Pietro Castellitto (2020)
- Amusia, regia di Marescotti Ruspoli (2022)
- Pantafa, regia di Emanuele Scaringi (2022)
- Sabbie Mobili - Big Noise, regia di Andrea Antonio Vico (2022)
- Per niente al mondo, regia di Ciro D'Emilio (2022)
- Bassifondi, regia di Trash Secco (2022)
- Enea, regia di Pietro Castellitto (2024)
- Gli addestratori, regia di Andrea Jublin (2024)
- 1996 - La fabbrica sta bruciando, regia di Pietro Castellitto (2024)

### Televisione
- Zio Gianni, Seconda Stagione regia di Daniele Grassetti (2015)
- L'Ora - Inchiostro contro piombo, regia di Piero Messina, Ciro D'Emilio, Stefano Lorenzi – serie TV (2022)
- Sotto il sole di Amalfi, regia di Martina Pastori - film Netflix (2022)
- Bangla - La serie, regia di Phaim Bhuiyan ed Emanuele Scaringi (RaiPlay) (2022)
- ACAB - La serie, regia di Michele Alhaique – serie Netflix (2025)